# Gordana Perkučin
Gordana Perkučin (Servisch: Гордана Перкучин) (Novi Kneževac, 7 mei 1962) is een Servisch tafeltennisspeelster. Zij werd in 1992 Europees kampioen dubbelspel samen met Jasna Fazlić. De Bosnische en zij waren destijds nog landgenoten in het voormalige Joegoslavië. Samen wonnen ze eerder brons op de Olympische Zomerspelen 1988. Perkučin verdiende een jaar later een zilveren medaille in het gemengd dubbelspel op het WK 1989, samen met Zoran Kalinić,

## Sportieve loopbaan
Perkučin debuteerde in het internationale (senioren)circuit op de wereldkampioenschappen van Birmingham 1977. Dat was het eerste van in totaal acht WK's waarop ze verscheen, met de zilveren medaille in het dubbelspel van 1989 als hoogtepunt. In de finale werden zij en Zoran Kalinić afgestopt door het Zuid-Koreaanse duo Yoo Nam-kyu en Hyun Jung-hwa. Voor Perkučin was het de tweede WK-medaille, nadat ze in 1979 brons won in het vrouwendubbel, samen met Erzsébet Palatinus.
Op de Europese kampioenschappen speelde Perkučin een grotere rol. Op de zeven toernooien waaraan ze deelnam (1978-1992) behaalde ze vijf keer de finale van een evenement. In de laatste daarvan was het eindelijk eindelijk raak. Samen met Fazlić greep ze in het vrouwendubbel haar enige Europese titel door Csilla Bátorfi en Gabriella Wirth tot zilver te veroordelen.

In haar vier eerdere EK-finales trok Perkučin telkens aan het kortste eind. De eerste keer was dat in Bern 1980. In de eindstrijd van het enkelspeltoernooi ging het goud naar Valentina Popova. Vier jaar later speelde de Servische in Moskou 1984 zelfs twee finales. In de eindstrijd voor vrouwendubbels verloor ze samen met Branka Batinić opnieuw van Popova, ditmaal met Narine Antonjan aan haar zijde. Met haar teamgenoten van de nationale vrouwenploeg moest ze de overwinning op het landentoernooi aan de Sovjet-Unie laten. In Praag 1986 presteerde Perkučin het om een vierde EK-finale te halen en voor de vierde keer in een andere discipline: het gemengd dubbelspel. Wat niet anders was, was de kleur medaille waarmee ze naar huis moest. Het Tsjecho-Slowaakse duo Jindřich Panský en Marie Hrachová ging ditmaal met de titel aan de haal.
Perkučin plaatste zich in 1980, 1981, 1982, 1985, 1986, 1988 en 1992 voor de Europese Top-12. Daarop boekte ze in '81 haar beste resultaat met een achtste plaats. Behalve op die van 1988 vertegenwoordigde de dan nog Joegoslavische haar land ook op de Olympische Zomerspelen 1992. Ze speelde er alleen in het dubbelspeltoernooi, wat voor haar na de eerste ronde eindigde.

## Erelijst
Belangrijkste resultaten:
- Europees kampioen dubbelspel (met Jasna Fazlić)
- Brons in het dubbelspel op de Olympische Zomerspelen 1988 (met Jasna Fazlić)
- Zilver in het gemengd dubbelspel op de wereldkampioenschappen 1989 (met Zoran Kalinić)
- Brons in het dubbelspel op de wereldkampioenschappen 1979 (met Erzsébet Palatinus)
- Winnares Balkan kampioenschappen dubbelspel 1984
- Winnares Balkan kampioenschappen gemengd dubbelspel 1981, 1982, 1983 en 1984
- Winnares Mediterraanse kampioenschappen 1983 in enkel- en dubbelspel
- Winnares Mediterraanse Spelen dubbelspel 1979 en 1991